# شکارگیر رود ماری
شکارگیر رود ماری (نام علمی: Austrogomphus angelorum) نام یک گونه از سرده شکارگیرها است.